# DJ Amable
DJ Amable és un punxadiscos català. Amable, comença la seva carrera com a dj professional al Depósito Legal (L'Hospitalet de Llobregat) el 1985 i després de punxar en sales i discoteques de Barcelona decideix fundar la sala A Saco a l'Hospitalet de Llobregat, el 1991. Allà, es consagra com a dj de música alternativa i en tres anys trasllada el seu club a la macrosala Zeleste de Barcelona, fins al seu tancament l'any 2000. En la seva imminent i posterior obertura, ja com Razzmatazz, deixa de banda la direcció i se centra exclusivament en la seva tasca als plats i com a dj resident, fins a l'actualitat, de Razz Club, la sala principal, combinant la seva residència amb sessions en multitud de sales i clubs i festivals. Ha editat les seves sessions en diversos cd recopilatoris on selecciona i barreja molts dels grans temes de l'escena alternativa de cada any i també ha col·laborat en remixes per Love of Lesbian, Catpeople o Mendetz, entre molts d'altres.